# گیب پولسکی
گیب پولسکی (به انگلیسی: Gabe Polsky) (زاده ۳ مه ۱۹۷۹) کارگردان، نویسنده و تهیه‌کننده آمریکایی است.
پولسکی از مهاجران اتحاد جماهیر شوروی سوسیالیستی متولد شد و در منطقه شیکاگو بزرگ شد. پس از فارغ التحصیلی، او به دانشگاه ییل رفت.